# اشلتاو
شهر اشلتاو (به آلمانی: Schlettau) در ایالت زاکسن در کشور آلمان واقع شده‌است.